# Piletocera sodalis
Piletocera sodalis là một loài bướm đêm trong họ Crambidae.